# یو زن برزنجیر
یو زن برزنجیر یک ستاره است که در صورت فلکی آندرومدا قرار دارد.